# X-kom
x-kom – polskie przedsiębiorstwo, sieć sklepów komputerowych, oferująca urządzenia elektroniki użytkowej. Siedziba spółki znajduje się w Częstochowie. Prezesem spółki jest Michał Świerczewski.

## Historia i opis
Pierwszy sklep został otwarty w Częstochowie w 2002 roku.
W 2011 roku x-kom został głównym sponsorem klubu piłkarskiego Raków Częstochowa, natomiast w styczniu 2015 roku klub piłkarski stał się własnością Michała Świerczewskiego.
W 2014 roku spółka podjęła decyzję o budowie biurowca i centrum obsługi logistycznej, magazynowej oraz usług około sprzedażowych na terenie Mieleckiej Specjalnej Strefy Ekonomicznej, podstrefy w Częstochowie.
W 2015 roku przedsiębiorstwo przyjęło nową identyfikację wizualną, odświeżone zostało logo oraz strona internetowa sklepu.
W 2016 roku x-kom zorganizował I edycję turnieju e-sportowego „x-kom CLASH”. Podczas dwudniowego wydarzenia w Hali Częstochowa ponad 10 tysięcy sympatyków elektronicznego sportu z całej Polski oglądało w akcji zawodników rywalizujących w finale turniejów „League of Legends” i „Counter-Strike: Global Offensive”. W rozgrywkach eliminacyjnych mistrzostw wzięło udział ponad pół tysiąca osób skupionych w 128 drużynach.
W połowie kwietnia 2018 roku, x-kom oficjalnie otworzył nową siedzibę w „Euro-Park” Mielec, przy ul. Mariusza Bojemskiego 25 w Częstochowie.
Podczas IEM 2018 x-kom ogłosił powołanie własnego zespołu graczy specjalizującego się w grach komputerowych Counter-Strike: Global Offensive. Trzonem formacji x-kom team będą zawodnicy należący do tej pory do drużyny Venatores.
W 2021 roku przedsiębiorstwo zatrudniało ponad 1800 pracowników skupionych w 27 działach.

## x-kom AGO
1 lipca 2019 roku x-kom team połączył się z AGO Esports. Powstała organizacja x-kom AGO, której zawodnicy rywalizują w trzech sekcjach:
- Counter Strike: Global Offensive
- Fortnite
- StarCraft II

## Sklepy
Przedsiębiorstwo posiada 26 salonów sprzedaży detalicznej w Polsce. Zlokalizowane są w największych miastach w Polsce. Najczęściej występują w galeriach handlowych i pasażach.
Pozostałe sklepy x-komu:
- al.to – sklep internetowy, który oferuje gry planszowe, zabawki, klocki, akcesoria dla najmłodszych, duże AGD, urządzenia do kuchni, pielęgnacji oraz sprzątania, sprzęt RTV, komputery, a także konsole do gier.

Spółka posiada również 51% udziałów w sieci sklepów Neonet.

## Nagrody i wyróżnienia
- 1. miejsce w rankingu e-sklepów Ceneo 2017[32]
- 1. miejsce w III edycji Plebiscytu RE:PL – Polski Rebranding Roku 2015[33][34]
- wyróżnienie Prezydenta Miasta Częstochowy „Promotor Częstochowskiej Gospodarki”[35]
- 2. miejsce w konkursie E-commerce Innovations Awards 2016[36]
- 1. miejsce w konkursie Mobile Trends Awards w kategorii m-commerce[37]
- 1. miejsce w konkursie semKRK awards 2018[38]
- nominacja do European Search Awards 2017 w kategorii Best in-house[39]
- nominacja do Retailers’ Awards 2017 w kategorii Omnichannel[40]
- wyróżnienie Londyńskiej Giełdy Papierów Wartościowych[41]